# Národní garda Ukrajiny
Národní garda Ukrajiny (ukrajinsky Національна гвардія України, Nacíonaľna hvardíja Ukrajíny) je pořádková četnická služba, která má policejní i vojenské pravomoci a spadá pod jurisdikci Ministerstva vnitra Ukrajiny. Určená pro plnění úkolů k záchraně a ochraně životů, práv, svobod a právních zájmů občanů Ukrajiny, společnosti a státu proti zločinnému a dalšímu nezákonnému jednání, ochraně veřejného pořádku a bezpečí občanů a také spolupráci s jinými orgány zodpovědnými za právo a pořádek – za zabezpečení bezpečnosti státu a ochranu státních hranic, potírání terorismu, činnosti nezákonných polovojenských nebo ozbrojených skupin, teroristických organizací, skupin organizovaného zločinu.
Jako samostatná ozbrojená síla státu existovala od roku 1991 do roku 2000. Jako vojenská formace s policejními pravomocemi na bázi Vnitřních vojsk Ministerstva vnitra Ukrajiny sloučením s novými vojenskými příslušníky z řad dobrovolníků od 13. března 2014. Celkový počet příslušníků je zhruba 60 000 gardistů.
Národní garda Ukrajiny působí pod správou Ministerstva vnitra Ukrajiny. Ministr vnitra vykonává vojensko-politické a administrativní vedení Národní
gardy Ukrajiny. K příslušníkům Národní gardy Ukrajiny patří vojáci i civilní pracovníci. Službu vykonávají jak profesionální vojáci podle smlouvy tak i branci. Vojáci Národní gardy Ukrajiny během období své služby musí přerušit své členství v politických stranách a odborových organizacích. Národní garda Ukrajiny má i své záložní členy, záložníci (rezervisté), kteří procházejí službou v Zálohách Národní gardy, jsou náležitě vojensky vzděláváni.
Přímé vojenské vedení Národní gardy Ukrajiny vykonává její velitel, který je jmenován prezidentem Ukrajiny na návrh ministra vnitra. Velitel Národní gardy Ukrajiny je propuštěn na základě rozhodnutí prezidenta Ukrajiny.
Podle dekretu prezidenta Ukrajiny "Otázka vojenského vedení Národní gardy Ukrajiny" №346/2014 velitel Národní gardy Ukrajiny užívá k příslušníkům Národní gardy Ukrajiny pravomoci Ministra obrany Ukrajiny, které jsou stanoveny "Předpisy o absolvování občany Ukrajiny vojenské služby v Armádě Ukrajiny", čímž se tato norma rozšiřuje na příslušníky Národní gardy Ukrajiny.
15. dubna 2014 Nejvyšší rada Ukrajiny jmenovala generálplukovníka Stepana Poltoraka velitelem obnovené Národní gardy Ukrajiny. Od 14. října 2014 povinnosti velitele Národní gardy Ukrajiny vykonával generálporučík Oleksandr Kryvenko, první zástupce velitele Národní gardy Ukrajiny. Od 6. února 2015 prozatímním velitelem Národní gardy dočasně povolán generálporučík Mykola Balan, 30. prosince 2015 byl jmenován generálporučík Jurij Allerov novým velitelem Národní gardy Ukrajiny.
14. června 2019 prezident Volodymyr Zelenskyj jmenoval generálplukovníka Mykolu Balana velitelem Národní gardy Ukrajiny.

## Historie

### První formace
Národní garda Ukrajiny byla stvořená Zákonem Ukrajiny "O Národní gardě Ukrajiny" ze dne 4. listopadu 1991. Jednotka, vytvořená na bázi tzn. Vnitřních vojsk Ukrajinské SSR, byla zrušena Zákonem Ukrajiny "O rozformování Národní gardy Ukrajiny" z 11. ledna 2000.

### Znovuzrození
Národní garda Ukrajiny byla obnovena 12. března 2014 (podle zákona Ukrajiny "O Národní gardě Ukrajiny" ze dne 12. března 2014) během napjaté situace na Krymu a východní části Ukrajiny. Porušení územní celistvosti Ukrajiny a Krymská krize výrazně ovlivnily postoj vlády k Národní gardě - v důsledku mimořádných událostí odehrávajících se na Ukrajině, 11. března 2014 prozatímní prezident Ukrajiny Turčynov oslovil Parlament Ukrajiny a ve stejný den bylo rozhodnuto o znovuzrození Národní gardy Ukrajiny.
13. března 2014 Parlament Ukrajiny přijal zákon № 4393 a rozpočet Národní gardy. Za tato rozhodnutí hlasovali 262 poslanci ze 330 přítomných. Bylo rozhodnuto, že základem pro obnovení Národní gardy jsou Vnitřní vojska Ministerstva vnitra Ukrajiny, která se přeměnila na vojenské jednotky s policejními a vojenskými pravomocemi.
Podle hlavy II zákona Ukrajiny "O Národní gardě Ukrajiny" celkový počet příslušníků Národní gardy Ukrajiny nepřesahuje 60 000 gardistů. Bude-li nutné, počet gardistů může být navýšen novým zákonem.